# Gavià argentat americà
El gavià argentat americà (Larus smithsonianus) és una de les espècies de gavines que s'han considerat subespècies de Larus argentatus, per tant un ocell marí de la família dels làrids (Laridae). Habita costes, llacs i rius de gran part d'Amèrica del Nord i Sibèria Oriental, habitant en estiu des d'Alaska i el nord del Canadà fins al nord dels Estats Units, arribant en hivern fins a les costes d'Amèrica Central.

## Subespècies
S'han descrit tres subespècies:
- L. s. smithsonianus Coues, 1862. De Nord-amèrica Septentrional.
- L. s. mongolicus Sushkin, 1925. Des del Kazakhstan oriental fins Mongòlia.
- L. s. vegae Palmén, 1887. De Sibèria nord-oriental.

Les dues subespècies del Vell Mon han estat considerades una espècie diferent: Larus vegae.